# Vera Veroft
Vera Veroft (17 augustus 1936 – 16 juni 2014)  was een Vlaams actrice.
Haar actieve carrière situeert zich tussen ca. 1960 en ca. 1992.
Ze was onder andere verbonden aan het KVS in Brussel. Tot het gezelschap van de KVS behoorden in haar tijd onder andere Senne Rouffaer, Walter Moeremans, Dora van der Groen, Cyriel Van Gent, Anton Peters, Wies Andersen, Jan Reusens, Jeanine Schevernels, Vic Moeremans en Gella Allaert (deze laatste van 1958 tot 1963). In die tijd waren Vic De Ruyter en later Nand Buyl er directeur.
Ze vertolkte ook vaak rollen in producties van de Vlaamse televisie, zowel in  televisiespelen als in toneelstukken.
Haar grootste faam dankte Vera Veroft niet aan het toneel maar aan haar rollen in Vlaamse jeugdseries op de BRT: als Zwartjekker, Ariane Despinal en ten slotte als de echtgenote van Kapitein Zeppos in Kapitein Zeppos (drie reeksen waarin ze evolueerde van een knappe gangsterfiguur in lederen pak tot al even lieve echtgenote), als de troeblerende figuur met zuiderse uitstraling van de brocanthandelaarster Elia in Axel Nort en als Freda in Het Zwaard van Ardoewaan.
Ze vertolkte gastrollen in de televisieseries Lili en Marleen en De Collega's.
Tijdens de opnamen van Kapitein Zeppos werd ze de levensgezellin van hoofdrolspeler Senne Rouffaer (1925-2006). Ze woonden samen in Grimbergen, later in Strombeek-Bever.
In de extra's op de dvd's van Kapitein Zeppos is ze – op latere leeftijd - samen met Senne Rouffaer te zien tijdens een schoolbezoek (extra uit De rode loper). Ze is overleden op 16 juni 2014. Ze was 77 jaar oud.